# عقربان
العُقْرُبَان   أو العَقْرَبَان أو الحَشِيشَة الدُّودِيَّة أو الحَشِيشَة الرُّومِيَّة أو الحَشِيشَة الذَّهَبِيَّة أو حَشِيشَة الذَّهَب أو كف النسر (الاسم العلمي: .Asplenium scolopendrium L) هي نوع نباتات من جنس الطُّحَال ومن الفصيلة الطُّحَالِيَّة ومن رتبة السرخسيات.

## معرض صور

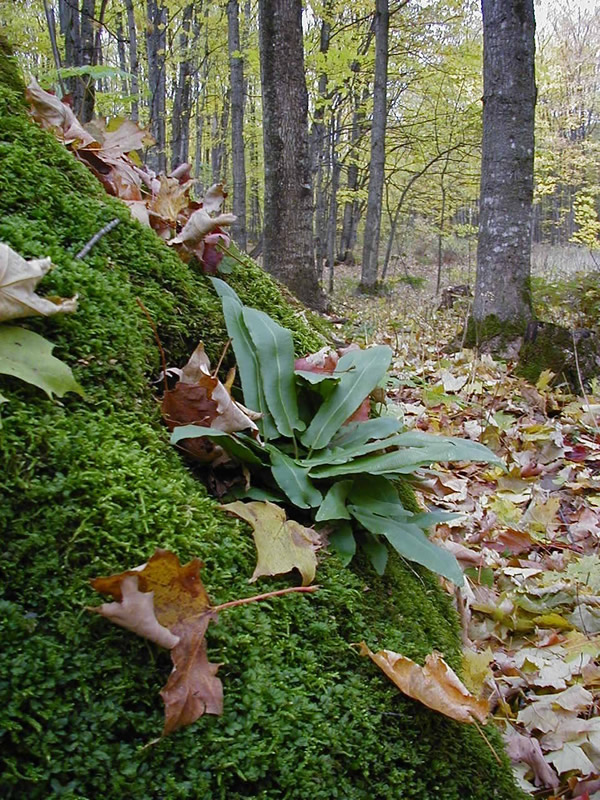
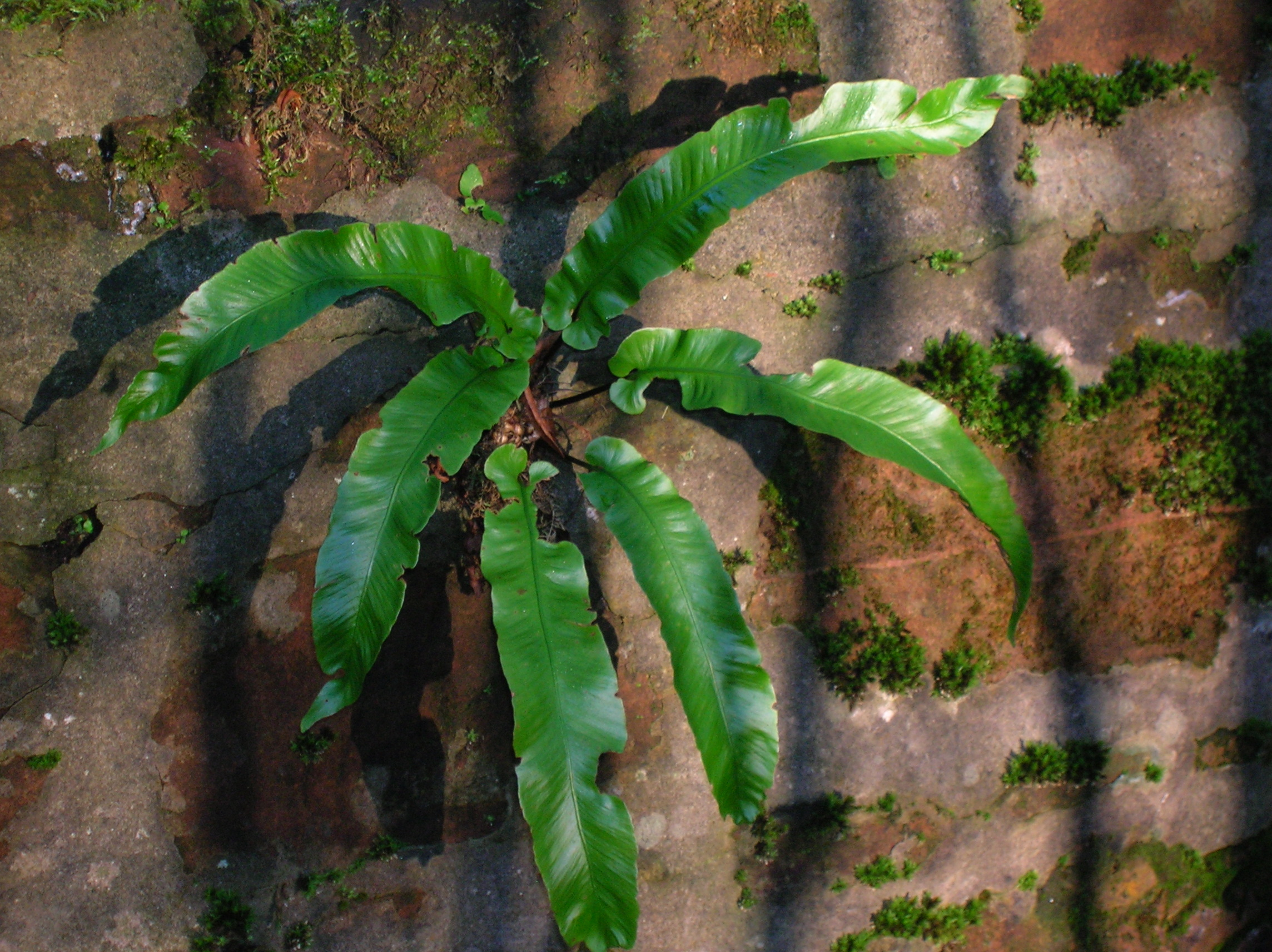
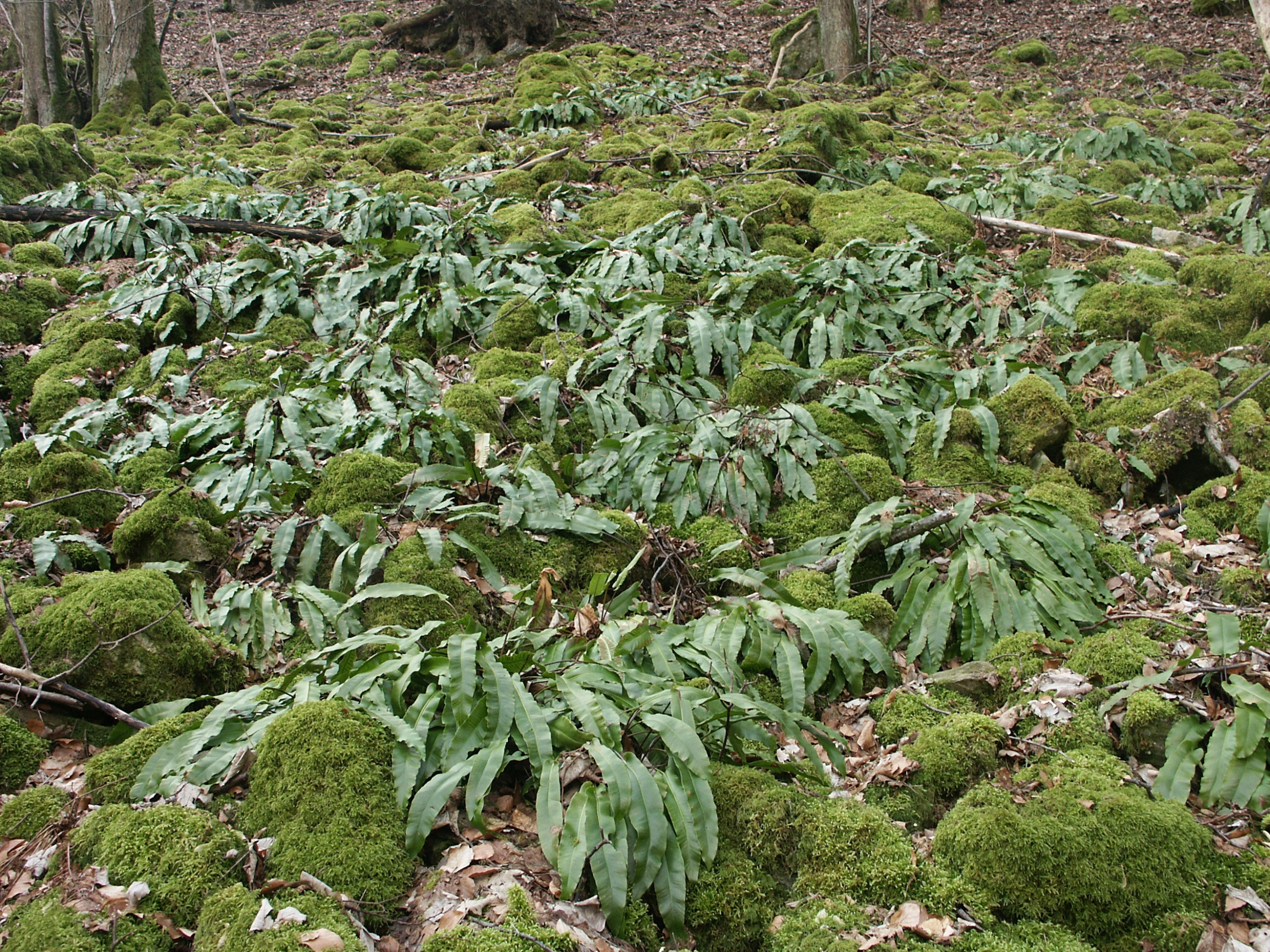
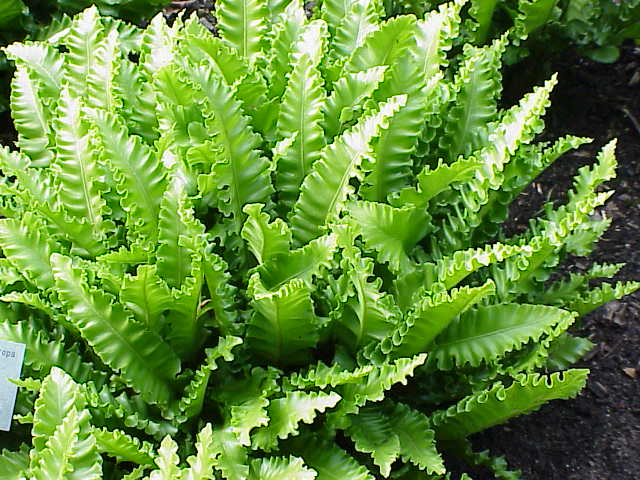